# Glenfield, New South Wales
Glenfield este o suburbie în Sydney, Australia.